# Herminia neglecta
Herminia neglecta là một loài bướm đêm trong họ Noctuidae.